# Heraião da ilha de Samos
O Heraião da ilha de Samos foi um santuário dedicado à deusa Hera, localizado no sul da ilha de Samos, na Grécia. O templo, chamado de Heraião, fica localizado em frente ao altar de Hera. O templo foi declarado Patrimônio Mundial pela UNESCO em 1992.

## O primeiro templo
Na região do templo podem ser distinguidas várias fases de construção, a primeira datando do século VIII a.C.. O primeiro templo de Hera é um templo grego estreito, de planta retangular alargada (33 metros de largura por 6,5 de comprimento), provavelmente de estilo dórico. É o primeiro templo que alcançou a longitude de 100 pés (hecatómpedon), medida que constituiria a base dos templos gregos posteriores. Neste templo utilizou-se pela primeira vez uma coluna central para sustentar o teto e um peristilo de coluna de madeira para rodear o edifício. A estátua da deusa localizada no fundo do templo estava descentralizada a fim de se evitar sua colocação atrás das colunas e assim ampliar sua visão. As partes de madeira expostas às intempéries foram cobertas de argila, de onde surgiu um novo sistema de decoração, precedente das métopas e frontões dos templos posteriores.

## Templo de Reco
No ano 540 a.C. os arquitetos Reco e Teodoro de Samos construíram sobre o anterior um novo templo díptero, com um pórtico de colunas de fundo, que o rodeava por completo. Tinha um pronau fechado, em frente a uma cela fechada. Cela e pronau foram divididos em três partes iguais por duas filas de colunas que partiam do pronau e atravessavam o templo. O resultado foi que Hera era venerada em um templo dentro de um bosque estilizado de colunas, de oito por vinte e uma. As colunas estavam sobre bases nada comuns que estavam estriadas horizontalmente.
O Heraião foi o primeiro dos gigantescos templos jônicos. Infelizmente só permaneceu de pé por aproximadamente uma década, pois foi destruído por um forte terremoto.

## Templo de Polícrates
O terceiro templo de Hera, chamado de Templo de Polícrates, foi construído 40 metros a oeste dos anteriores. Este templo tem a maior planta em extensão que se conheça. Um dos kouros do Heraião ainda existe no Museu Arqueológico de Samos.